# Ninox
A Ninox a madarak (Aves) osztályának a bagolyalakúak (Strigiformes) rendjébe, ezen belül a bagolyfélék (Strigidae) családjába tartozó nem.

## Rendszerezésük
A nemet Brian Houghton Hodgson írta le 1837-ben, az alábbi fajok tartoznak ide:
- rozsdás héjabagoly (Ninox rufa)
- nagy héjabagoly (Ninox strenua)
- kis-Szunda-szigeteki kakukkbagoly (Ninox sumbaensis)
- kakukkbagoly (Ninox novaeseelandiae)
- tasmán kakukkbagoly (Ninox leucopsis) vagy Ninox novaeseelandiae leucopsis[2]) - a kakukkbagolyról 2022-ben leválasztott faj
- ugató bagoly (Ninox connivens)
- szumba kakukkbagoly (Ninox rudolfi)
- ausztrál kakukkbagoly (Ninox boobook)
- timori kakukkbagoly (Ninox fusca vagy Ninox boobook fusca[2])
- Alor-szigeti kakukkbagoly (Ninox plesseni vagy Ninox boobook plesseni[2])
- Rote-szigeti kakukkbagoly (Ninox rotiensis vagy Ninox boobook rotiensis[2])
- japán fátyolosbagoly (Ninox japonica)
- fátyolos bagoly (Ninox scutulata)
- barna fátyolosbagoly (Ninox randi)
- Togian-szigeteki héjabagoly (Ninox burhani)
- Hume-héjabagoly (Ninox obscura)
- andamáni héjabagoly (Ninox affinis)
- Fülöp-szigeteki héjabagoly (Ninox philippensis)
- mindanaói héjabagoly (Ninox spilocephala)
- mindorói héjabagoly (Ninox mindorensis)
- sibuyani héjabagoly (Ninox spilonotus)
- Cebu-szigeti héjabagoly (Ninox rumseyi)
- Camiguin-szigeti héjabagoly (Ninox leventisi)
- Sulu-szigeteki héjabagoly (Ninox reyi)
- sárgahasú héjabagoly (Ninox ochracea)
- fahéjszínű héjabagoly (Ninox ios)
- molukkui héjabagoly (Ninox squamipila)
- halmaherai héjabagoly (Ninox hypogramma)
- Tanimbar-szigeteki héjabagoly (Ninox forbesi)
- Karácsony-szigeti héjabagoly (Ninox natalis)
- egyszínű héjabagoly (Ninox theomacha)
- manus-szigeti héjabagoly (Ninox meeki)
- pettyes héjabagoly (Ninox punctulata)
- új-írországi héjabagoly (Ninox variegata)
- új-britanniai héjabagoly (Ninox odiosa)
- burui héjabagoly (Ninox hantu)